# Todirostrum pictum
El titirijí pintado  o espatulilla pintada (Todirostrum pictum), es una especie de ave paseriforme de la familia Tyrannidae, perteneciente al género Todirostrum. Es nativa del norte de la Amazonia y del escudo guayanés en América del Sur.

## Distribución y hábitat
Se distribuye en el sureste de Venezuela (Amazonas, Bolívar), Guyana, Surinam, Guayana francesa y adyacente norte de Brasil (al norte del río Amazonas, hacia el este desde el río Negro).
Esta especie es considerada poco común en su hábitat natural: el dosel y los bordes de selvas húmedas y clareras adyacentes, donde es muy discreto, hasta los 400 m de altitud.

## Descripción
Mide 9 a 10 cm de longitud y pesa entre 6 y 8 g. Su cabeza es negro azabache, tiene las partes inferiores de color amarillo con líneas negras en el pecho; las partes superiores verdes con hombros negros y los bordes de las alas amarillos; listas lorales y cuello blancos; el iris es de color amarillo llamativo. El pico es negro.

## Alimentación
Se alimenta de insectos alados. También incluye frutos en su dieta.

## Reproducción
Construye un nido de forma esférica, con una entrada lateral y trasera, que cuelga de una rama.

## Sistemática

### Descripción original
La especie T. pictum fue descrita por primera vez por el zoólogo británico Osbert Salvin en 1897 bajo el mismo nombre científico; su localidad tipo es: «Annai, Guyana».

### Etimología
El nombre genérico neutro «Todirostrum» es una combinación del género Todus y de la palabra del latín «rostrum» que significa ‘pico’; y el nombre de la especie «pictum», proviene del latín «pictus» que significa ‘pintado’.

### Taxonomía
Algunas veces ha sido tratada como conespecífica con  Todirostrum nigriceps y T. chrysocrotaphum, pero difieren en la morfología. Es monotípica.